# Minestra di farro

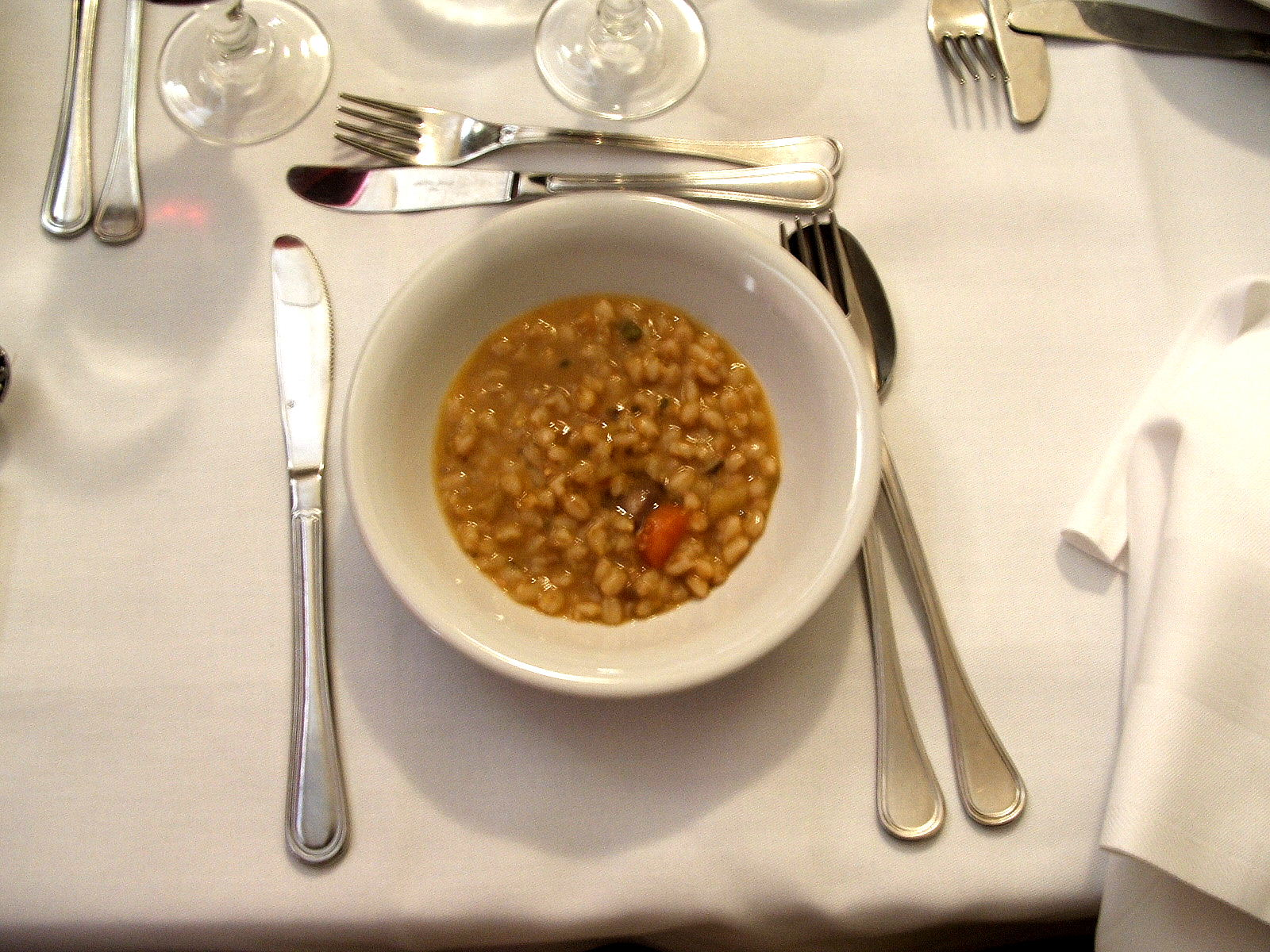
Minestra di farro.

La minestra di farro (‘sopa de farro’) es una típica receta toscana, especialmente de Lucca ya que el farro es un producto típico de la Garfagnana. Es un plato «pobre» hecho con farro, alubias y verdura tradicionalmente campesino.